# Andrei-Sebastian Cornea
Andrei-Sebastian Cornea (Vatra Dornei, 10 de noviembre de 1999) es un deportista rumano que compite en remo.
Participó en los Juegos Olímpicos de París 2024, obteniendo una medalla de oro en la prueba de doble scull. Ganó dos medallas en el Campeonato Europeo de Remo, en los años 2024 y 2025.

## Palmarés internacional
| Juegos Olímpicos   | Juegos Olímpicos   | Juegos Olímpicos | Juegos Olímpicos |
| Año                | Lugar              | Medalla          | Prueba           |
| ------------------ | ------------------ | ---------------- | ---------------- |
| 2024               | París (Francia)    | Medalla de oro   | Doble scull      |
| Campeonato Europeo |                    |                  |                  |
| Año                | Lugar              | Medalla          | Prueba           |
| 2024               | Szeged (Hungría)   | Medalla de oro   | Doble scull      |
| 2025               | Plovdiv (Bulgaria) | Medalla de plata | Doble scull      |